# Bahnhof Dar es Salaam Kamata
Der Bahnhof Dar es Salaam Kamata (Swahili Kituo cha reli ya Bongo Kamata) ist ein Bahnhof in der tansanischen Millionenstadt Daressalam an der Tanganjikabahn, der 2018 zum vorübergehenden Endbahnhof dieser meterspurigen Strecke wurde.
Er ist nach dem Bahnhof Magufuli sowie dem Bahnhof Tazara einer der Personenfernbahnhöfe in der Stadt.

## Lage
Das Bahnhofsgelände befindet sich im Stadtteil Kamata an der Grenze zum Stadtteil Gerezani unweit des Gerezani Terminal des Mwendokasinetzesdes historischen Stadtzentrums und der Hafenbucht. Die straßenseitige Erschließung erfolgt von der Shaurimoyo Road.

## Geschichte
Die Tanzania Railways Corporation gab am 31. August 2018 bekannt, die Funktionen des Hauptbahnhofs ab dem 3. September vorübergehend in den Bahnhof Kamata zu verlegen, um den Hauptbahnhof für umfangreiche Neugestaltung für mindestens acht Monate zur schließen. Nach diesen erheblichen Um- und Ausbaumaßnahmen am Hauptbahnhof (Bahnhof Magufuli) führt nun eine auf Ständersystem verlaufende Strecke in der Normalspur an diesem älteren Bahnhofsgelände vorbei.

## Verkehr
Der Bahnhof wird im Personenfernverkehr von Zügen Richtung Dodoma, Singida, Tabora und Kigoma bedient. Zudem verkehren zwei Pendlerzüge Richtung Ubungo und Pugu.
In der Umgebung des Bahnhofs verkehren mehrere Daladala-Linien, welche Abschluss an den ÖPNV in Daressalam bieten, sowie die Station Gerezani des Mwendokasi-Netzes.
Vom Bahnhof führt ein Anschlussgleis zum Hafen Daressalam.